# Narvijärvi
Narvijärvi är en sjö i Finland. Den ligger i kommunen Raumo i landskapet Satakunta, i den sydvästra delen av landet, 190 km nordväst om huvudstaden Helsingfors. Narvijärvi ligger 28,9 meter över havet. Den är 6,53 meter djup. Arean är 4,11 kvadratkilometer och strandlinjen är 21,42 kilometer lång. Sjön  ingår i Lapinjokis huvudavrinningsområde.   I omgivningarna runt Narvijärvi växer i huvudsak barrskog.